# سونيتة بتراركية

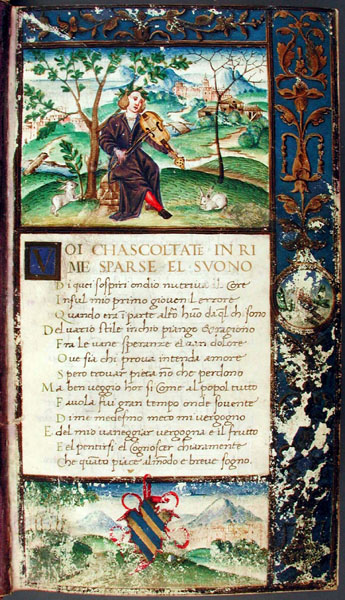
سونيتة بتراركية

السونيتة البتراركيّة، والمعروفة أيضًا باسم السونيتة الإيطالية، هي سونيتة سميت على اسم الشاعر الإيطالي فرانشيسكو بتراركا،  على الرغم من أنها لم تطور من قبل بترارك نفسه، بل من قبل سلسلة من شعراء عصر النهضة.  بسبب بنية اللغة الإيطالية، فإن مخطط القافية للسونيتة البتراركية يمكن تحقيقه بسهولة أكبر في تلك اللغة منه في اللغة الإنجليزية. يتكون شكل السونيتة الإيطالي الأصلي من إجمالي أربعة عشر سطرًا ذات أحد عشر مقطعًا في جزأين، الجزء الأول عبارة عن أوكتاف والثاني عبارة عن سيسيت.